# زبل

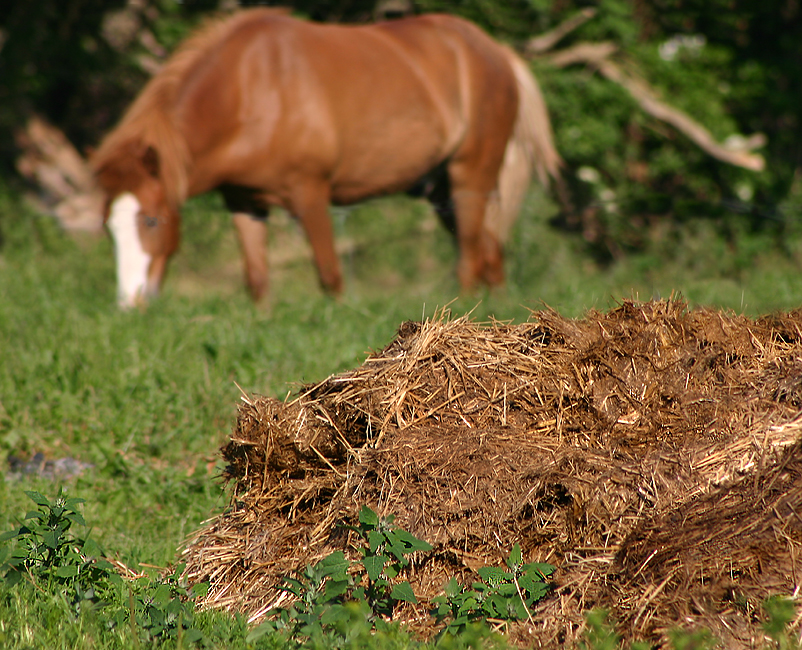
زبل

الزبل أو السرجين أو السرقين أو السَّباخ أو السماد أو السماد الطبيعي أو روث الحيوانات هو مادة عضوية مشتقة غالبًا من روث الحيوانات، والذي يستخدم سماداً عضوياً في الزراعة، ويُحصل على الزبل غالبًا من روث الأبقار. ويساهم استخدام الزبل في تحسين خصوبة التربة من خلال إضافة المواد العضوية والمغذّيات مثل النيتروجين، والتي تعمل البكتريا على تثبيته في التربة.

## كيف يستخدم السماد البلدي
يمر السماد البلدي بمرحلتين الأولى هي تحضيره والثانية هي استخدامه في الأرض الزراعية.

### الاستخراج
يتم وضع التراب الخام، وهو موجود ومتوفر في مصر عن طريق، تراكمات نهر النيل أو مايعرف بطمى النيل، يتم وضع كميات من التراب يومياً اسفل اقدام الحيوانات، بحيث يختلط مع المخلفات الناتجة من فضلات الحيوانات، وتتم هذه العملية يومياً لمدة 7 أيام، وبعد انتهاء المدة يقوم المزارع، بعملية جمع الفضلات المختلطة مع التراب، وتكون بكميات مختلفة، ويضع المزارع الكميات التي جمعها في مكان واحد، ويقوم بعملية جمع الفضلات المختلط مع التراب من اسفل الحيوانات، ويضعها في مكان واحد، حتى ياتى موسم الزراعة اى بعد انتهاء الحصاد وجمع المحصول الموجود في الأرض، وعندما يبدا باستصلاح الأرض لتكون مؤهلة لاستقبال نبات جديد، هنا تبدا المرحلة الثانية.

### الاستخدام
بعد انتهاء المرحلة الأولى، وجمع كمية كبيرة من السماد البلدي، يقوم المزارع بنقل السماد إلى الأرض الزراعية، ويوضع في الأرض الزارعية بمقادير معينه، بحيث توضع كمية 40 كيلو جرام لكر متر مربع، وبعد ذلك يتم خلط السماد البلدي مع تربة الأرض الزراعية بواسطة، المحراث الزراعى، ويتم تقليب التربة حتى تصبح جاهزة لبدا وضع البذور للمحصول الجديد.

## فؤائد السماد البلدي واستخداماته
يستخدم السماد البلدي، في بداية عملية تهيئة الأرض الزراعية لوضع بذور النبات الجديد، وذلك لتقوية الأرض الزراعية، وحتى تحصل التربة على العناصر المهمة لتغذية النبات المزروع في التربة، كما ان له فؤائد أخرى كثيرة، يتم وضعه اسفل اشجار الفواكة المزروعة في الاتربة، بواسطة وضع كمية، 1 كيلو جرام من السماد البلدي على بعد نصف متر من شجرة الفاكهة.

## السماد البلدي وقود صعيد مصر
يستخدم المزارعون في صعيد مصر، السماد البلدي أو مايعرف باسم «السبخ» كوقود في عملية صناعة الخبز الابيض، فيقوم المزارع بعجن كميات من السماد البلدي، وبعد ذلك تشكيلها إلى قطع صغيرة يسهل بعد ذلك اشتعالها، وتوضع هذه الكميات فوق اسطح المنازل بحيث تكون معرضة للشمس، وبعد فترة 10 أيام، يقوم بجمعها واستخدامها مع بقاية خشب الاشجار في عملية اشعال النار في افران صناعة الخبز الابيض في صعيد مصر.

## اقرأ أيضًا
- سماد خليط
- سماد أخضر
- روث البقر